# Hans Hermann Henseleit
Hans Hermann Henseleit (* 1911 in Königsberg; † 1997) war ein deutscher Journalist und Kunstsammler.

## Leben
Henseleit kam nach dem Zweiten Weltkrieg nach Kiel, wo er als Redakteur und Feuilletonchef bei den Kieler Nachrichten arbeitete. Er sammelte fast 50 Jahre lang zeitgenössische Kunst, darunter Gemälde, Grafiken und Kleinplastiken. 1992 wurde er „in Anerkennung seines in Jahrzehnten geschaffenen Lebenswerkes als Förderer und Kritiker der Kunst- und Kulturszene in Schleswig-Holstein“ mit der Ehrenprofessur des Landes Schleswig-Holstein ausgezeichnet.

## Hans-Henseleit-Stiftung
Die von Henseleit mit dem Zweck, seine Sammlung der Öffentlichkeit zugänglich zu machen, gegründete Hans-Henseleit-Stiftung befindet sich seit 1984 im Hauptstellengebäude der Sparkasse Kiel (seit 2007 Förde Sparkasse).